# マルクス・メルク
マルクス・メルク（Markus Merk、1962年3月15日 - ）は、ドイツ・カイザースラウテルン出身のサッカー審判員である。
12歳の時に初めて笛を吹き、1988年8月20日ブンデスリーガでプロリーグ初ジャッジ。（ボーフム-バイヤー・ユルディンゲン 1-1）
以後ワールドカップをはじめ、多くの国際大会で活躍した。
2004年4月17日、ブンデスリーガ通算241試合を記録し、最も多くの試合を担当した審判員として記録された。この記録はさらに伸び続け、2008年に引退するまでに339試合を担当した。

## 人物
- 開業歯科医としても活動している。
- イタリア語、英語を含む4か国語を話すことができる。
- 多くの趣味を持ち、その中でもトライアスロンの愛好者として知られる。
- 歯科医として慈善活動を行ったり、学校を設立するなど慈善家として知られており2003年には国際フェアプレー委員会より表彰を受けている。
- 身長181センチ、体重70キロ
- UEFAと赤十字国際委員会（ICRC）の共同プロジェクトにも参加している。この活動には、ピエルルイジ・コッリーナ、アンデルス・フリスク、ルボス・ミシェルも親善大使として任命されている。
- FIFAが定める国際審判員の定年が45歳であることに対し、苦言を呈した[1]。

## 語録
「別の世界を知ることで精神的に強くなれる。インドではサッカーでの経験が役に立ち、ピッチの上ではインドでの経験が役に立っている。ある選手同士の美しいパス交換のようなものだ。完璧なワンツーのように」

## 審判歴
- 1988年 - プロ初試合
- 1992年 - 国際審判員登録
- 2008年 - 国際審判員引退